# Porkeri
Porkeri este un oraș din Insulele Faroe.